# Jabal at-Tair
Pour les articles homonymes, voir Djebel (homonymie).
Jabal at-Tair, encore appelée Djebel Cabret, Djebel Khebrit, Djebel Sebain, Djebel Sziwan, Djebel Tar, Djebel Tayir, Jabal at Tayr, Djebel Teer, Djebel Teir, Djebel Ter, Djebel Teyr ou encore Djebel Tir, est une île volcanique du Yémen qui se situe dans la mer Rouge.

## Géographie

### Localisation
Jabal at-Tair est située dans la mer Rouge, entre l'Érythrée à l'ouest et le Yémen à l'est auquel elle appartient, au sud des îles Farasan et à l'est des îles Dahlak. Administrativement, l'île fait partie du gouvernorat d'al-Hodeïda.

### Topographie
L'île est de forme ovale, d'une longueur maximale de trois kilomètres et culminant à 244 mètres d'altitude au Jebel Duchan ou Djebel Doukkhan,. Elle constitue le sommet émergé d'une montagne s'élevant à 1 200 mètres au-dessus du plancher océanique.

### Géologie

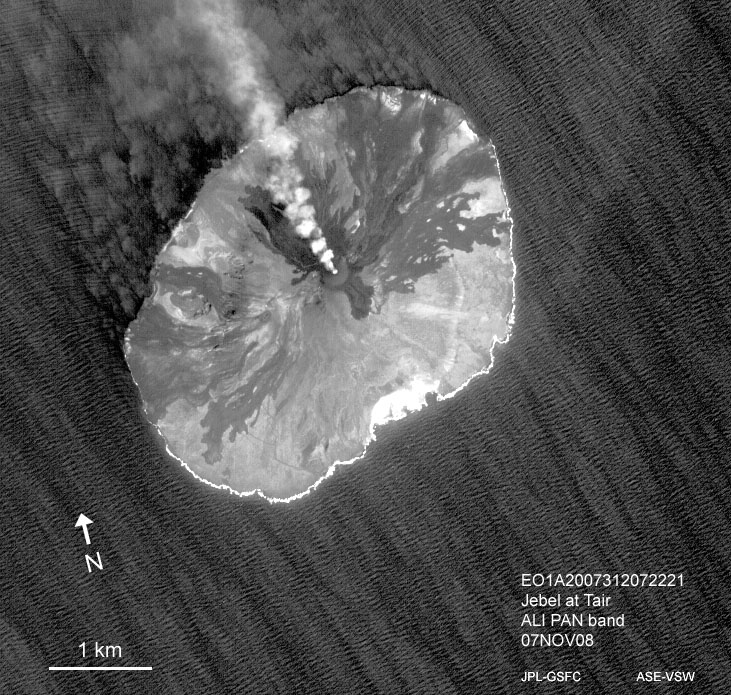
Image satellite de l'éruption du Jabal al-Tair le 8 novembre 2008.

Le Jabal at-Tair est le volcan actif le plus septentrional de la mer Rouge, les autres qui se trouvent plus au sud constituant les volcans nés de l'ouverture de la vallée du Grand Rift. La majorité de l'île est formée des laves basaltiques pāhoehoe émises par l'évent principal du volcan et point culminant de l'île, le Jebel Duchan. Le reste de l'activité volcanique est représentée par des fumerolles s'échappant de deux cônes de scories dans le centre de l'île, par des cônes pyroclastiques sur les côtes nord-ouest et sud de l'île et par un système de fissures volcaniques radiales partant du sommet du volcan.

## Histoire
Formé au cours de l'Holocène, le Jabal at-Tair est un volcan actif ayant connu cinq éruptions au total et dont la dernière s'est déclenchée le 30 septembre 2007 après 124 ans d'inactivité,. La première observation d'une de ses éruptions remonte au milieu du XVIIIe siècle avec une incertitude de cinquante ans.